# Noguchi Hideyo

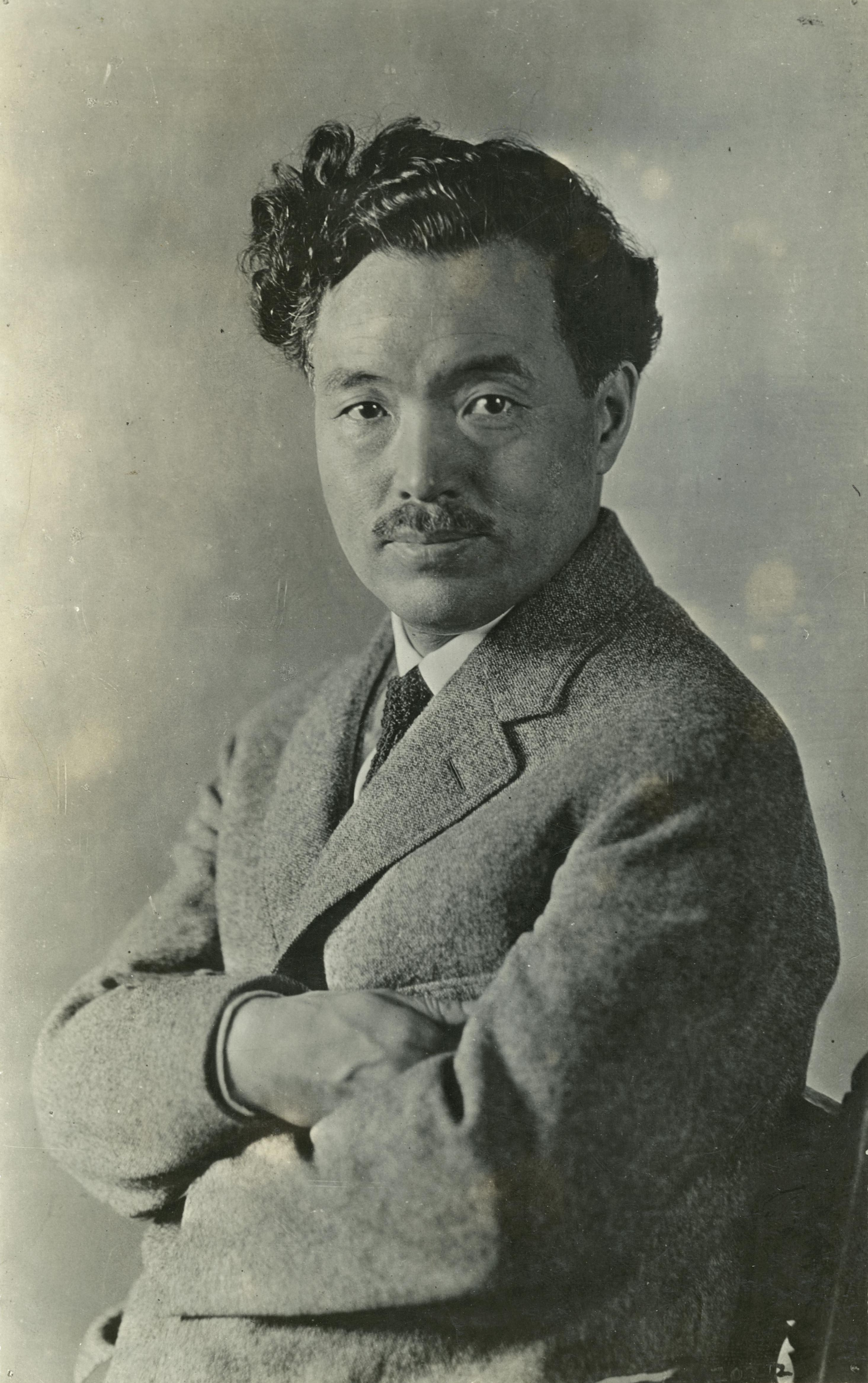
Noguchi Hideyo

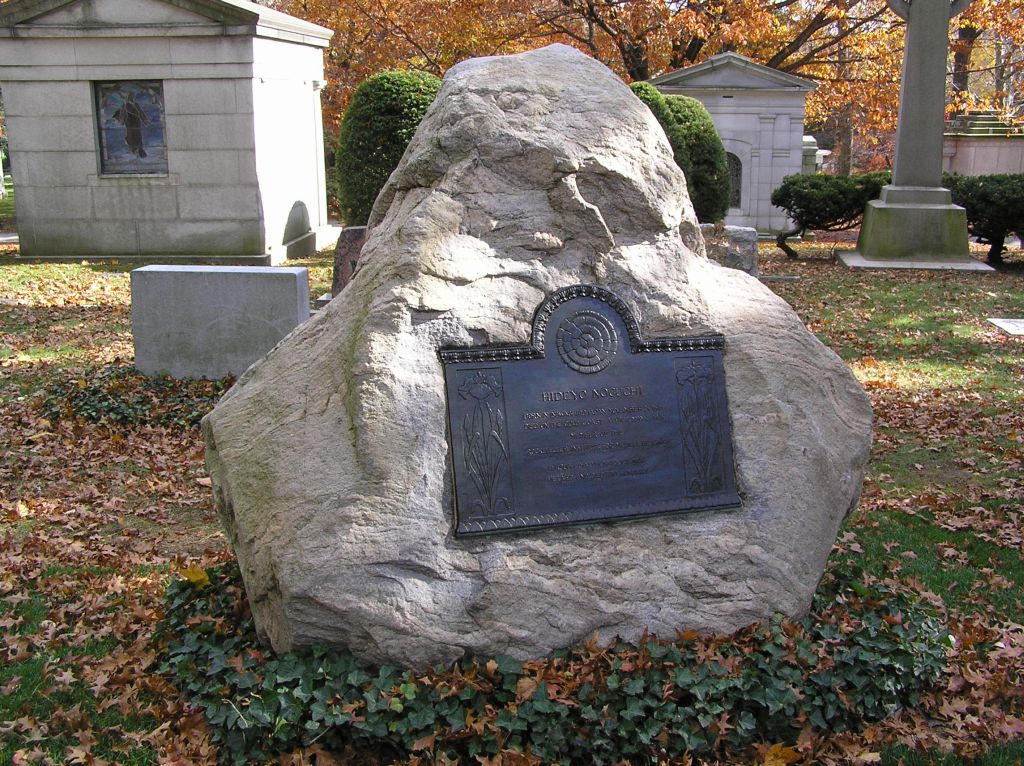
Noguchi Hideyos Grab

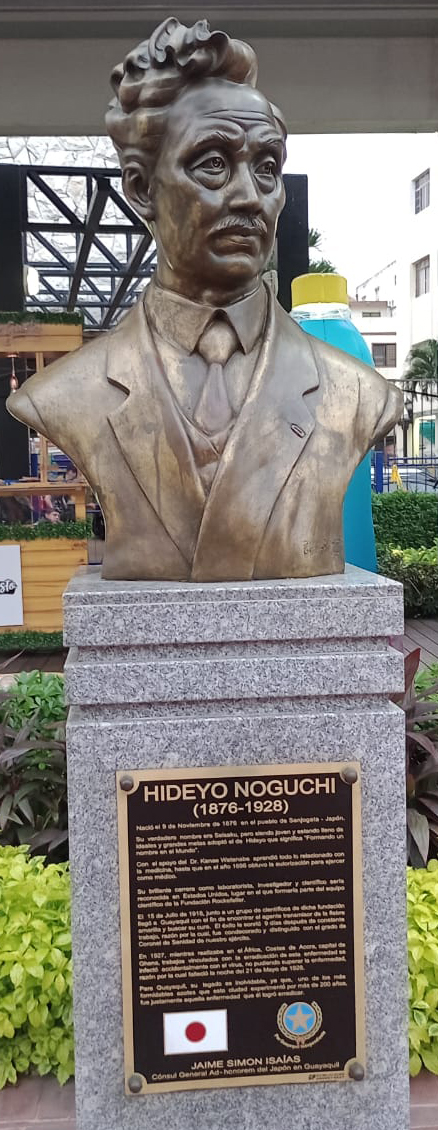
Die Büste des japanischen Wissenschaftlers und Arztes Hideyo Noguchi wurde am 22. Juni 2018 vor dem Palacio de Cristal in Guayaquil eingeweiht

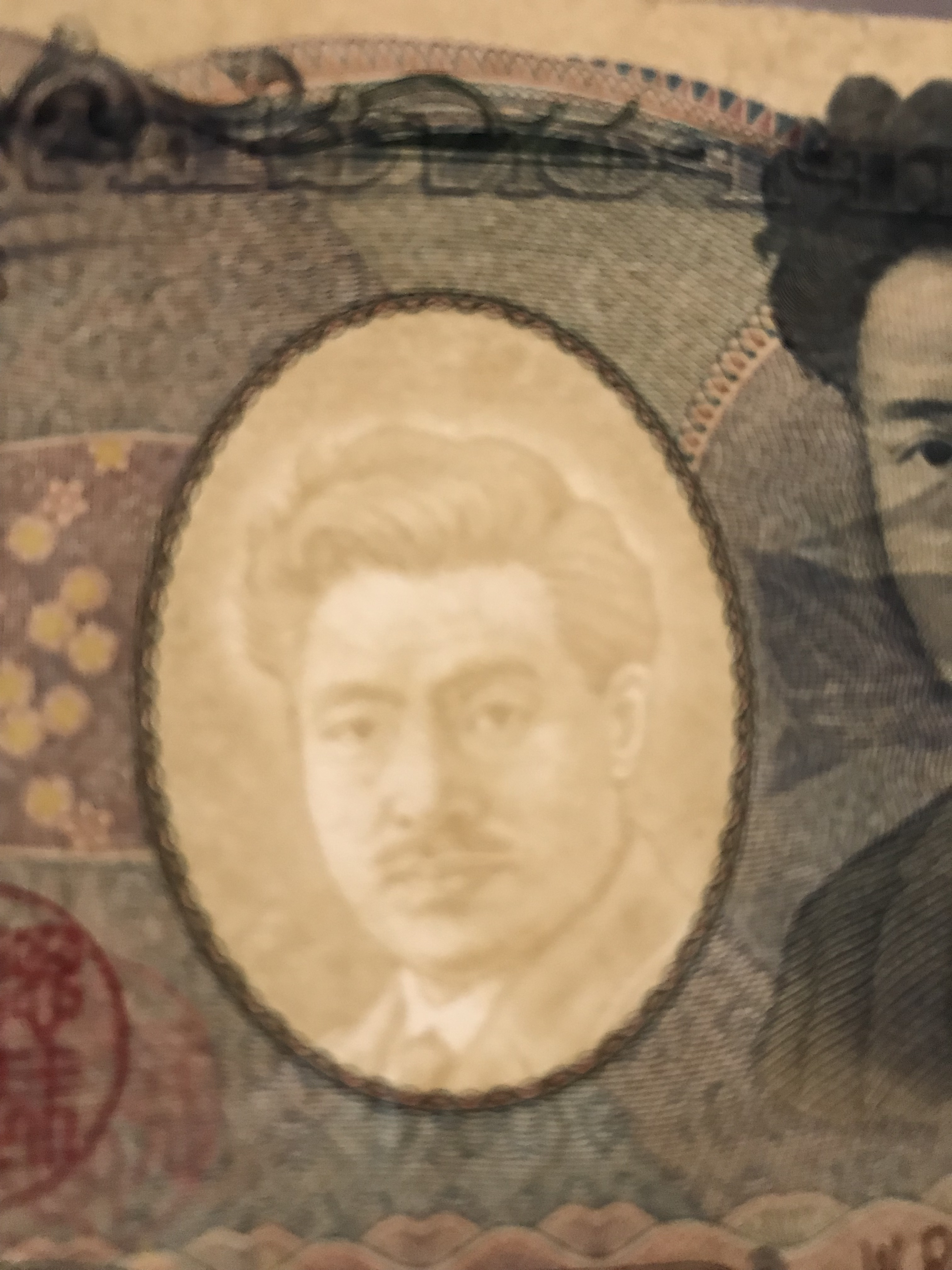
Series E 1K Yen Bank of Japan note – Watermark

Noguchi Hideyo (japanisch 野口 英世) – auch Geburtsname Noguchi Seisaku (野口 清作) – (* 9. November 1876 in Fukushimaken Yamagun Mitsuwamura Aza Sanjogata (ja.福島県耶麻郡三ッ和村字三城潟), heute zu Inawashiromachi（ja.猪苗代町）gehörig; † 21. Mai 1928 in Accra, Ghana) war ein japanischer Mediziner und Mikrobiologe.

## Leben
Noguchi entstammte einer armen Bauernfamilie. Im Alter von eineinhalb Jahren stürzte er in die Feuerstelle und verbrannte sich die linke Hand, die fortan verkrüppelt war. Die operative Behandlung einer Verbrennung brachte ihn als Kind in Kontakt mit der Welt der Medizin. Da er aufgrund seiner Behinderung nicht mehr für die harte Arbeit auf dem Land geeignet war, bemühte sich seine Mutter Shika um seine Ausbildung zum Arzt. Ab 1893 studierte er Medizin an der Nihon Ika Daigaku und wurde im Alter von 20 Jahren als Arzt approbiert. 1900 folgte er einer Einladung Simon Flexners und begann mit Forschungen über Schlangengifte an der University of Pennsylvania. Ab 1904 war er am Rockefeller Institute for Medical Research tätig, wo er im August 1911 bekanntgab, ihm sei die Reinzüchtung von Spirochäten, den Erregern der Syphilis gelungen. Diese Reinzüchtung konnte aber von anderen Forschern nicht reproduziert werden. Bahnbrechend war der Nachweis von Spirochäten im Hirngewebe von an progressiver Paralyse erkrankten Patienten, der ihm 1913 gelang. Im Februar 1914 berichtete er über den experimentellen Nachweis des Zusammenhangs mit der Erkrankung. Die von ihm veröffentlichten Nachweise von Erregern der Kinderlähmung und der Tollwut erwiesen sich später jedoch als falsch. Er wurde 1914 und 1915 für den Medizinnobelpreis vorgeschlagen.
Bei seiner Rückkehr nach Japan im September 1915 wurde er von der Öffentlichkeit mit stürmischem Jubel empfangen, stieß unter seinen japanischen Fachkollegen aber auf kühle Ablehnung. 1918 reiste er im Auftrag der Rockefeller-Stiftung nach Ecuador, um an einem Impfstoff gegen das Gelbfieber zu forschen. Wenige Tage nach seiner Ankunft dort glaubte er den Erreger des Gelbfiebers entdeckt zu haben. Bei den von Noguchi beschriebenen Spirochäten handelte es sich aber möglicherweise um den Erreger der Weil-Krankheit. Im Jahr 1927 wurde er zum Mitglied der Leopoldina gewählt.
Nachdem sich Noguchis in Ecuador erprobte Behandlungsmethode 1927 in Westafrika als Fehlschlag erwiesen hatte, beschloss er 1928 in Accra (Ghana) ein Labor zur Erforschung des Gelbfiebers einzurichten. Bei der Forschungsarbeit mit Rhesusaffen infizierte sich Noguchi selbst mit dem Gelbfieber-Virus und starb an dieser Tropenkrankheit. Ein Porträt Noguchis findet sich auf dem neuen 1000-Yen-Schein, den die Bank of Japan seit Ende 2004 ausgibt.
Im Jahre 2006 stiftete die japanische Regierung den Noguchi-Hideyo-Afrika-Preis für herausragende Leistungen auf dem Gebiet der Medizin und Infektiologie.